# Rotor Savonius

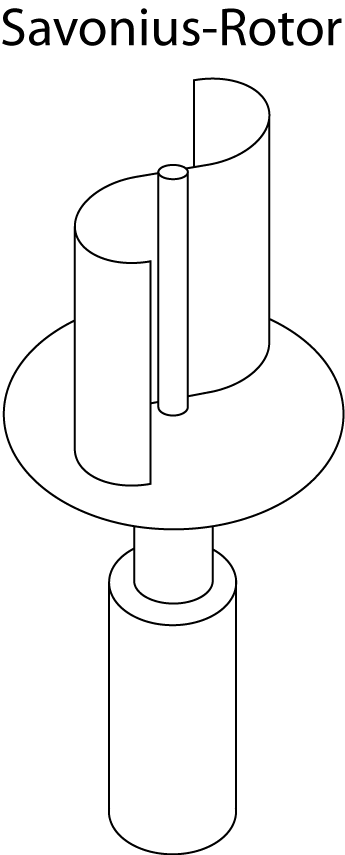
Esquema de una turbina Savonius de dos destornilladores.

Los rotores Savonius son un tipo de turbina eólica de eje vertical usadas para convertir la fuerza del viento en par, en un eje en rotación. Fueron inventadas por el ingeniero finlandés Sigurd J. Savonius en el año 1922.

## Funcionamiento
Las Savonius son una de las turbinas más simples. Aerodinámicamente, son dispositivos de arrastre o resistencia que constan de dos o tres palas. Mirando el rotor desde arriba, las palas forman la figura de una S. Debido a la curvatura, las palas experimentan menos resistencia cuando se mueven en contra del viento que a favor de él. Esta diferencia causa que la turbina Savonius gire. Como es un artefacto de arrastre, la Savonius extrae mucho menos de la fuerza del viento que las turbinas de sustentación con similar tamaño. Por otro lado, no necesitan orientarse en la dirección del viento, soportan mejor las turbulencias y pueden empezar a girar con vientos de baja velocidad. Es una de las turbinas más económicas y más fáciles de usar .

## Proporciones

Funcionamiento de una turbina Savonius.

Aunque originalmente la turbina tenía un espaciado entre las palas que correspondía a 1/3 del diámetro de una pala, lo más común hoy es utilizar un espaciado de 1/6 de pala. En otras palabras, la pala se superpone cubriendo 1/6 del diámetro de la otra (distancia e en la figura de la izquierda).
La relación diámetro y altura es debatida. Algunos recomiendan que la altura sea el doble del diámetro (total), otros señalan que la eficiencia es mayor a razones 1:4 o 1:6.

## Potencia y velocidad de giro
La potencia máxima en vatios [W] que podemos obtener con un rotor Savounius puede calcularse con la siguiente fórmula: 
Pmax = 0,18·H·D·v3  [W],
donde H es la altura y D el diámetro del rotor, ambos expresados en metros [m] y v3 es el cubo de la velocidad del viento expresada en metros por segundo [m/s].
La velocidad de giro n en revoluciones por minuto [rpm] de un rotor Savonius se calcula con la siguiente fórmula:
n = (60·λ·v)/(π·D)  [rpm]
donde λ es un factor llamado velocidad específica de la eólica (número adimensional), v la velocidad del viento en [m/s] y D el diámetro del rotor Savounius en [m].
La velocidad específica λ es un factor característico de cada eólica. Su valor oscila entre 0,5 y 14. Se obtiene dividiendo la velocidad de las puntas de las palas por la velocidad del viento. En un rotor Savonius λ es aproximadamente igual a la unidad (λ = 1). 
Aplicando estas dos fórmulas a un rotor Savonius construido con las dos mitades de un barril de petróleo de aprox. 200 litros (H = aprox. 0,9 m, D = aprox. 1,0 m), bajo un viento de 10 m/s (= 36 km/h), éste tendrá una potencia de aprox. 120 vatios y girará a aprox. 150 revoluciones por minuto (dependiendo de la carga).

## Uso

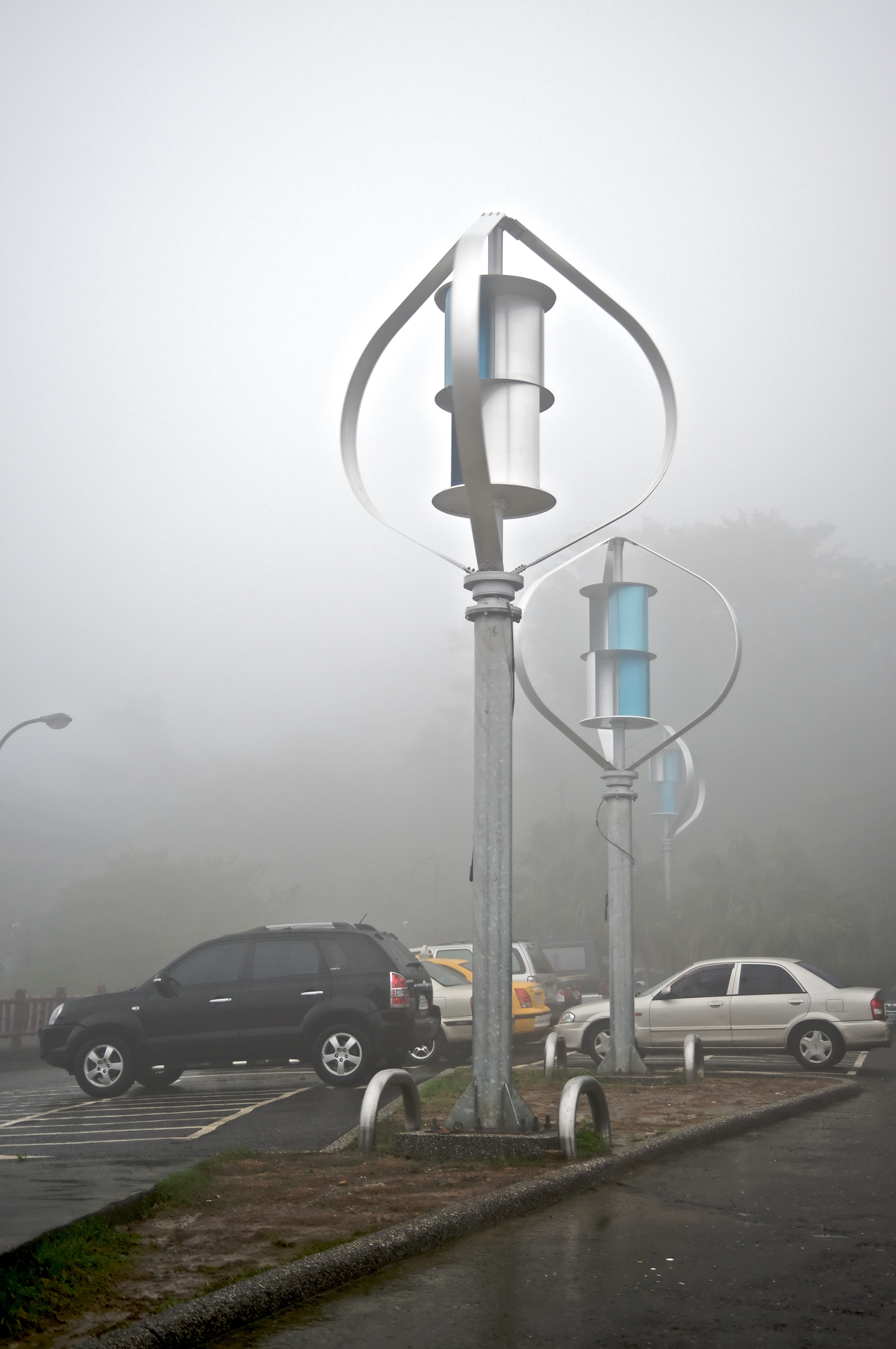

Las turbinas Savonius son usadas cuando el costo resulta más importante que la eficiencia. Por ejemplo, la mayoría de los anemómetros son turbinas Savonius (o de un diseño derivado), porque la eficiencia es completamente irrelevante para aquella aplicación. Savonius mucho más grandes han sido usadas para generar electricidad en boyas de aguas profundas, las cuales necesitan pequeñas cantidades de potencia y requieren poquísimo mantenimiento. 
La aplicación más común de la turbina Savonius es el ventilador Flettner el cual es comúnmente visto en los techos de furgonetas y buses usado como dispositivo de enfriamiento. El ventilador fue creado por el ingeniero alemán Anton Flettner.

## Enlaces
- Rotor Eólico Savonius de eje vertical
- Cómo construir un generador Savonius con un alternador de coche
- Nociones de energía eólica para alumnos y profesores novatos en la materia

- Wikimedia Commons alberga una categoría multimedia sobre Rotor Savonius.

- Datos: Q629126
- Multimedia: Savonius wind turbines / Q629126